# Bantva
Bantva, Bantwa (بانٹوا) és un petit poble a Kathiawar, un antic districte de l'estat del Gujarat a l'Índia

## Història
Bantva fou el nom d'un antic principat de l'Índia a l'agència del Kathiawar, a Gujarat, presidència de Bombai, governat per la dinastia Babi. L'estat tenia una superfície de 572 km i una població el 1881 de 38.536 habitants. La capital tradicional era Bantva, amb una població de 8.591 habitants el 1901 (7589 el 1881) i amb una fortalesa, però el 1881 ja s'assenyala residència del sobirà a Manavadar.
L'estat va sorgir el 1733 quan es va produir la partició entre dos germans fills del nawab Saheb Salabat Muhammadkhan Babi de Junagadh i van sorgir els estats de Sardargarh-Baramajmu i Bantva-Manavadar. Va quedar sota protectorat britànic el 1807; disposava d'un exèrcit de 181 homes; la successió era per primogenitura i el tribut pagat era de 2964 lliures per Bantva i 1482 per Manavadar. A part del sobira de Manavadar existien dos feudataris més a l'estat, un dels quals a Gidad o Gidar.
Vegeu també Manavadar